# Associació Amics de la Seu Vella de Lleida
Associació Amics de la Seu Vella de Lleida és una associació constituïda a Lleida l'any 1973 que ha desenvolupat des d'aleshores una decisiva tasca per promoure el coneixement dels aspectes del monument, la reconstrucció material, l'estudi històric i alhora dignificar, defensar, protegir i contribuir a la revitalització de tot el conjunt monumental del Turó de la Seu Vella. En una primera etapa, es promouen importants actuacions: tancament del recinte amb portes noves, tancament dels finestrals, protecció i restauració d'escultures, làpides, pintures murals, instal·lacions bàsiques de llum i so i plantada d'arbres.
Actualment, les seves actuacions superen l'àmbit del monument amb actuacions al seu entorn, participació de l'estament universitari amb conferències, estudis històrics i artístics..., i activitat de publicacions. Fou declarada per l'Estat, entitat d'utilitat pública el 1974. També el 1982, la Generalitat de Catalunya li atorga el nomenament d'entitat col·laboradora del Patrimoni Cultural. El 2004 va rebre la Creu de Sant Jordi.